# Щ-102
«Щ-102» — советская дизель-электрическая торпедная подводная лодка времён Второй мировой войны, принадлежит к серии V проекта Щ — «Щука». При постройке лодка получила имя «Лещ».

## История корабля
Лодка была заложена 20 марта 1932 года на заводе №194 «им. А. Марти» в Ленинграде, позже была передана на завод № 189 «Балтийский завод», в том же году была доставлена в разобранном виде на завод № 202 «Дальзавод» во Владивостоке для сборки и достройки, спущена на воду 19 апреля 1933 года, 22 сентября 1933 года вступила в строй, 26 ноября 1933 года вошла в состав 1-го дивизиона подводных лодок 1-й Морской Бригады Морских Сил Дальнего Востока.

### Служба
- В 1934 году первой из лодок Тихоокеанского флота совершила подлёдное плавание, пройдя 5 миль.
- Летом 1938 года обнаружила у базы подводных лодок подозрительный японский сейнер. При остановке и досмотре была найдена партия мин.
- В годы Второй мировой войны совершила один боевой поход, успехов не добилась.
- С 5 ноября 1945 года использовалась только в учебных целях.
- 10 июня 1949 года переименована в «С-92». Отнесена к подклассу средних лодок.
- 17 августа 1953 года разоружена, выведена из состава флота, отправлена на утилизацию.
- 1 октября 1953 года расформирована.

## Командиры лодки
- 1933—1934 — А. Т. Заостровцев
- 31 июля 1938 – 21 ноября 1940 — В. А. Дроздов
- 1942—1943 — В. М. Александров
- ? — август 1945 — В. Н. Иванов
- С. Е. Чурсин